# Casa Museo Freud (Viena)
La Casa Museo Freud (Viena) es una antigua casa ubicada en Berggasse 19, en el distrito urbano de Alsergrund en Viena donde estaba el apartamento en el que entre 1891 y 1938 vivió Sigmund Freud y su familia. Su consultorio de tratamiento psicoanalítico (y más tarde también el de su hija Anna Freud) ocupaba otro apartamento en esta misma casa. En la actualidad alberga un museo (Sigmund Freud Museum - Wien), una biblioteca especializada en la obra de Freud y en el psicoanálisis (Sigmund-Freud-Haus-Bibliothek), el archivo Freud, con una apreciable colección de documentos históricos, cartas y certificados (Sigmund-Freud-Archiv), así como dependencias de la secretaría de la Sociedad Sigmund Freud (Sigmund Freud Gesellschaft).

## Información general
En la casa de Berggasse 19, lo más conocido y visible al público es el Sigmund Freud Museum. Hasta 2006, los únicos museos en Europa dedicados a Freud eran este museo en Viena y el Museo Freud de Londres (Freud Museum London) ubicado en 20 Maresfield Gardens, Hampstead, Londres, donde Freud residió junto a su familia en el exilio a partir de 1938 y donde su hija Anna permaneció hasta su muerte en 1982. Desde 2006, y con motivo de la celebración de los 150 años del nacimiento de Freud, la casa ubicada en Příbor (República Checa) (donde nació y vivió hasta los tres años de edad) está también abierta al público, con lo que suman tres los museos biográficos europeos dedicados al creador del psicoanálisis.
En la casa de Berggasse 19 el museo exhibe una colección permanente de objetos pertenecientes a Freud, libros y documentos relacionados con su vida y obra, la historia temprana del movimiento psicoanalítico, y las relaciones entre Freud y los psicoanalistas: desde la «Sociedad Psicológica de los Miércoles» hasta el movimiento psicoanalítico internacional contemporáneo a Freud, tal como era en 1938, en el momento en que tuvo que huir de Viena debido a su origen judío, tras la anexión de Austria por la Alemania de Hitler. Exactamente el 4 de junio de 1938, Freud abandonó la Berggasse 19 en Viena: a las 2.45 de la madrugada del 5 de junio, después de pasar por Alemania a bordo del Expreso de Oriente, cruzó el puente sobre el Rin y pasando la frontera francesa, se encontró a salvo. En la mañana del 6 de junio fue recibido por Ernest Jones y por miembros de su familia en Londres, donde vivirá en el exilio por el resto de sus días.
Aparte del museo, de la biblioteca temática de estudio y del archivo de documentación, en Berggasse 19 hay una sala de eventos, normalmente destinada a reuniones y conferencias organizadas por la Sociedad Sigmund Freud (Sigmund Freud Gesellschaft), pero donde también se realizan exposiciones temporales de arte contemporáneo, o exposiciones sobre aspectos específicos de la vida y obra de Freud presentando material que no forma parte de la colección permanente del museo. Anexa a las dependencias del museo existe también una pequeña librería.
El 7 de septiembre de 2016, el Museo Sigmund Freud de Viena anunció una importante ampliación de sus instalaciones, obra planificada para realizarse hasta año 2020, para atender mejor la creciente demanda de visitantes de todo el mundo. En marzo de 2019, el museo cerró sus puertas, siendo transitoriamente trasladado a otras dependencias, para poder iniciar las obras de remodelación y ampliación de 280 a 400 m², con el fin de facilitar una mayor superficie para exposiciones y eventos, así como —pricipalmente— proporcionar un alojamiento más funcional, cómodo y amplio a la biblioteca. Finalmente, tras dieciocho meses de trabajos de ampliación y restauración, el museo reabrió sus puertas a los visitantes en agosto de 2020, dentro del plazo previsto en el proyecto. La nueva configuración del museo exhibe por primera vez las habitaciones privadas —que han sido reconstruidas utilizando material fotográfico de archivo—, una exposición permanente sobre la historia de la casa, una biblioteca de psicoanálisis renovada y espaciosa que alberga más de 40 000 volúmenes, una tienda de libros y souveniers, así como una cafetería para las visitas.

## Ubicación y contexto

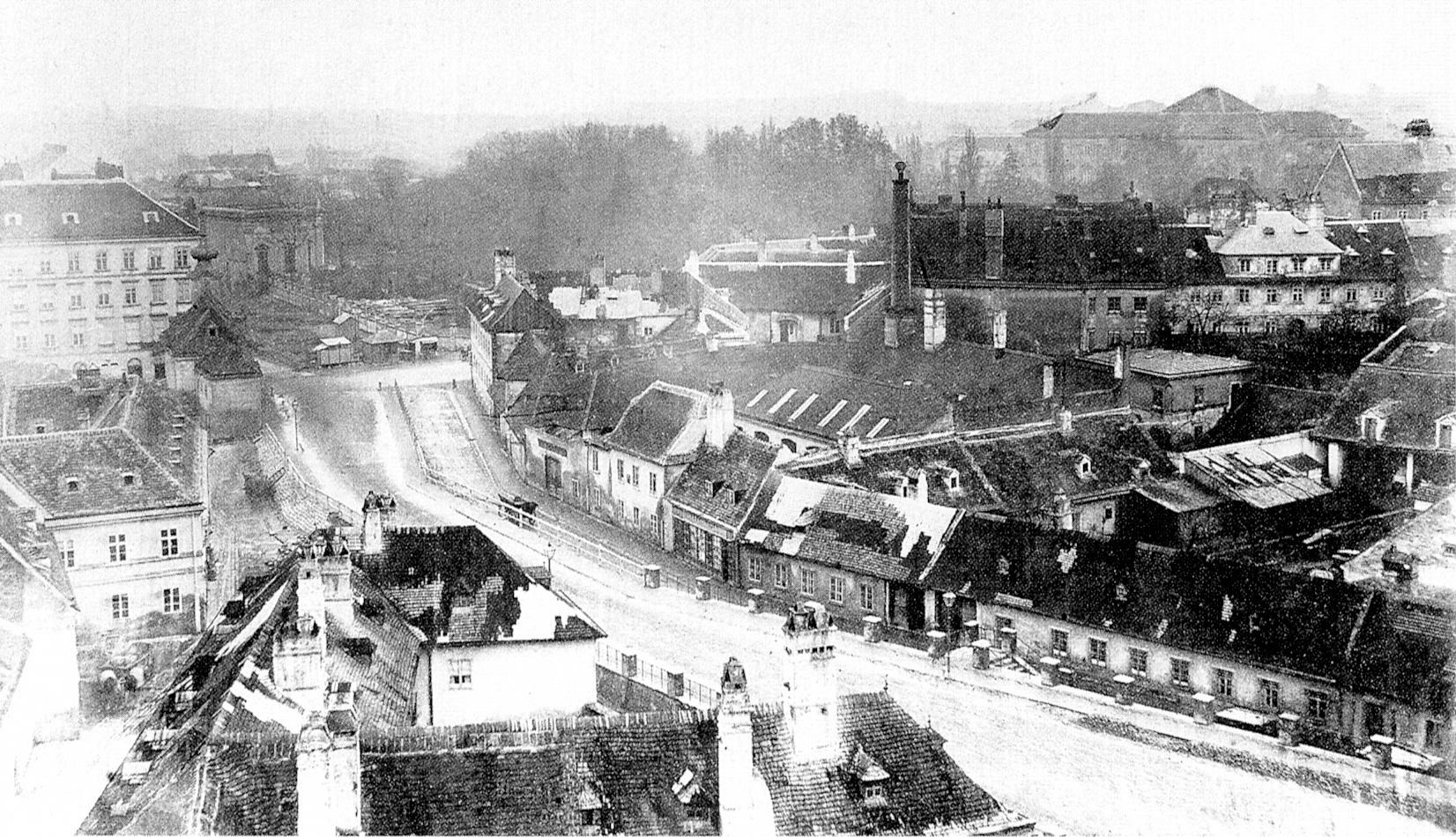
Alsergrund en 1899, el año en que se publicó La interpretación de los sueños.

Berggasse 19 está en Alsergrund, el IX distrito de Viena. Aunque en la Viena actual Alsergrund es un distrito no demasiado extenso (2,99 km²) y muy central, ubicado al norte del centro de Viena, la situación del barrio y de la Berggasse en la época de Freud era relativamente más periférica respecto del centro de la ciudad.
En 1869 la población de Alsergrund era de 65.910 habitantes. Pero al avecinarse el cambio de siglo la construcción entró en una época de gran auge en Austria (como en gran parte de Europa), de modo que las zonas no construidas cerca del muro (Linienwall) y del canal del Danubio se llenaron rápidamente de casas nuevas, al tiempo que se reemplazaron muchas construcciones antiguas o viviendas tradicionales —más modestas, pero para una única familia— por casas de varias plantas, construidas con el objetivo de dar apartamentos en alquiler a distintas familias en cada casa. La población creció muy rápido por aquella época en este distrito: en 1910 casi se había duplicado y ascendía a 112.042.
La casa de Berggasse 19 se construyó en este contexto de gran crecimiento de la comuna de Alsergrund, siendo una parte significativa de la población de origen judío. A partir de 1938 la población decrece de manera muy drástica debido a las deportaciones masivas.

## Historia de la casa

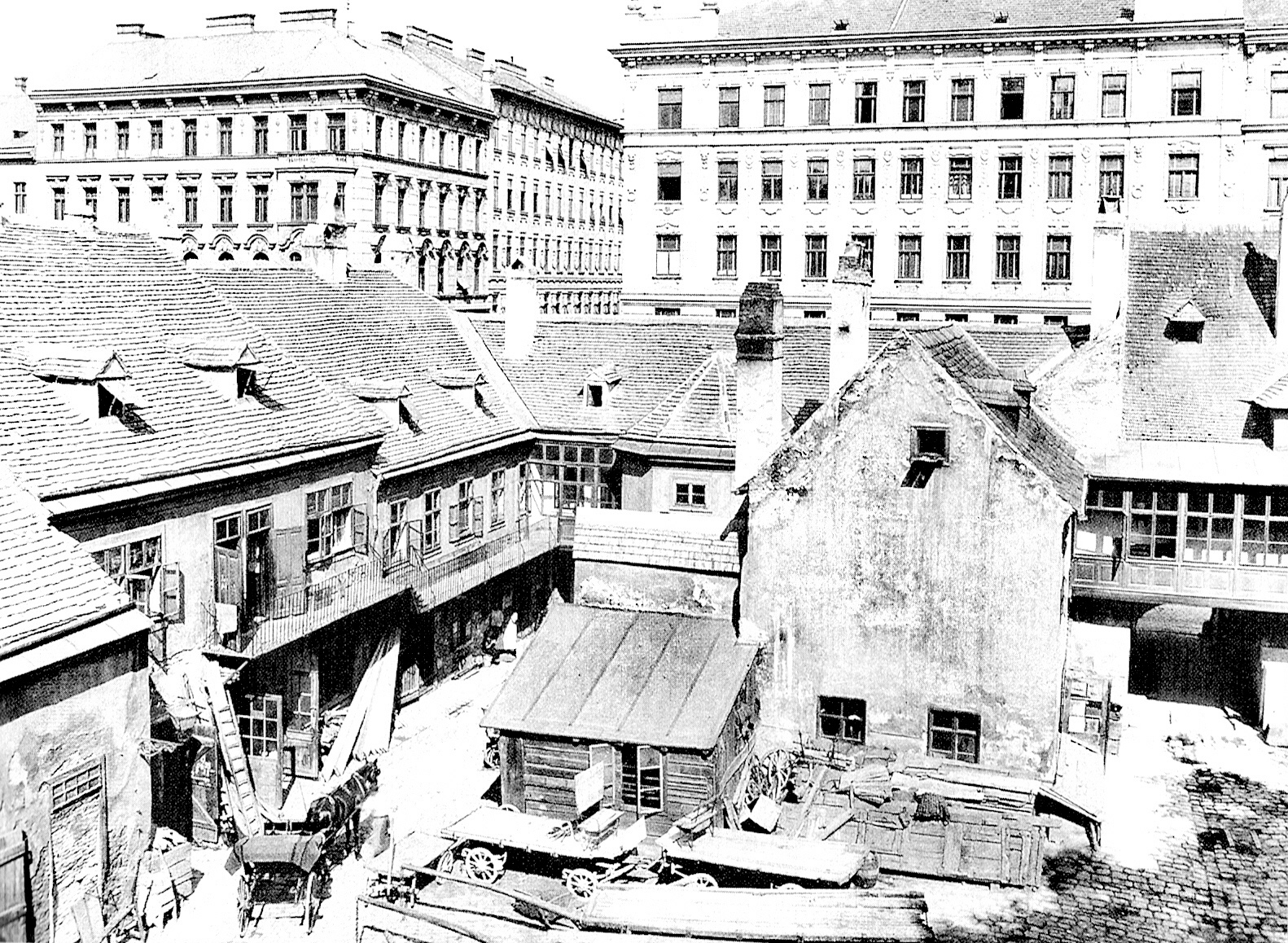
En pleno auge de la construcción nueva, las casas tradicionales de Alserberg y de toda la periferia de Viena fueron reemplazadas por construcciones de pisos de alquiler.

### Arquitectura y distribución
El estilo de estas construcciones es difícil de definir con exactitud, porque si bien se clasifican con frecuencia en el historicismo tardío (la época final del Gründerzeit) en Austria y Alemania, incorporan ciertos elementos decorativos del modernismo y de otros estilos. Este edificio historicista se construyó en 1889 con rasgos del estilo renacentista italiano, en reemplazo de la casa de una sola planta que existía en ese terreno, propiedad de Salomon Markus Adler. En los ocho años previos a la demolición, esa casa albergó el consultorio de su hijo, Victor Adler, médico y político socialdemócrata austríaco, cofundador del Partido Obrero Socialdemócrata de Austria (en la actual casa existe también una placa recordatoria de la existencia anterior de la vivienda de Victor Adler en ese sitio).
El diseño de la nueva casa es obra del arquitecto Hermann Stierlin y contempla un zócalo de estructura tosca, arcos de medio punto y frontones triangulares. La edificación tiene cinco plantas: planta baja, entrepiso y tres pisos superiores. En el entrepiso (así como en cada uno de los niveles superiores) existían dos apartamentos, mientras que en la planta baja había solo uno, junto a dos locales comerciales con vidrieras hacia la calle. En el hall de la planta baja existía al fondo la única salida al patio.
Con esta distribución, en la Berggasse 19 hay un total de nueve apartamentos que albergaban en la época de Freud a distintas familias.

### Como vivienda y consultorio de Freud

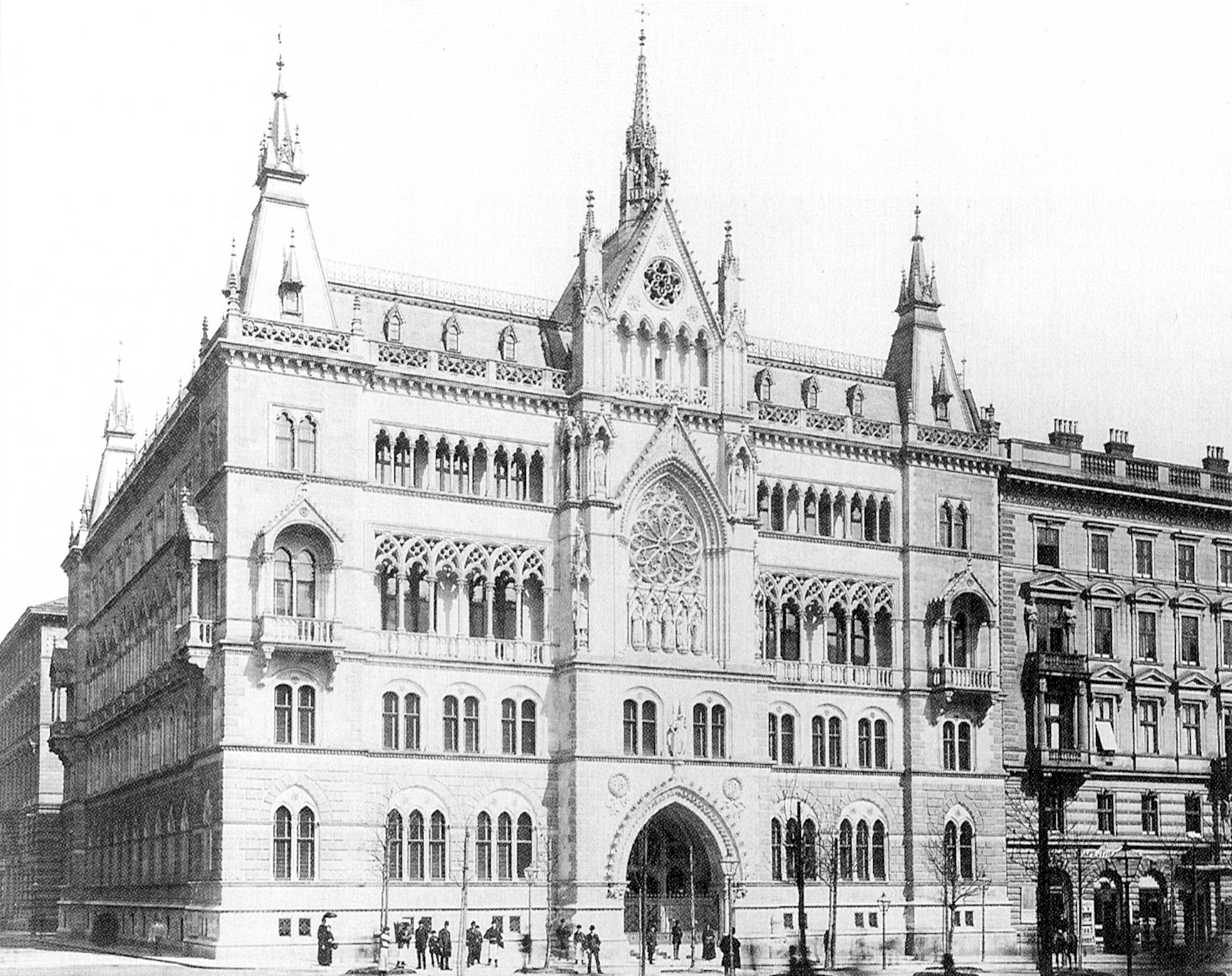
Sühnhaus en Viena I, Am Schottenring 7. En esta casa estaba el apartamento de Freud en Viena los primeros años tras su matrimonio.

Freud se instaló a vivir en la casa de la Berggasse 19 en 1891, tras el nacimiento de Ernst, su tercer hijo. La casa estaba recién construida. 
El apartamento que anteriormente ocupaba la familia en Am Schottenring 7 estaba ubicado en un barrio mucho mejor, en pleno centro de Viena y en una construcción bastante más representativa, pero se había hecho muy pequeño. Debido a esto y  a pesar de que su esposa, Martha Bernays, no estuvo muy feliz con el cambio a la Berggasse, la familia debió abandonar el apartamento del Sühnhaus de Viena, cuyo alquiler, a pesar de la belleza de la casa, era relativamente económico porque pocos querían vivir allí: La edificación cargaba con el estigma de un teatro que se había incendiado en ese mismo lugar.
En la Berggasse vivió el matrimonio con sus seis hijos, Mathilde, Martin, Oliver, Ernst, Sophie Halberstadt y Anna, así como también su cuñada Minna Bernays. La familia ocupó como vivienda uno de los dos apartamentos del entrepiso (a la derecha en el plano) mientras que el consultorio primeramente estuvo ubicado en la planta baja entre 1897 y 1908 (en la actualidad están allí las dependencias de la secretaría de la Sociedad Sigmund Freud y el Archivo). Ello, debido a que su hermana, Rosa Graf, vivía en el otro apartamento del entrepiso (a la izquierda en el plano, el que hoy alberga al museo). Cuando Rosa se mudó en 1908, Sigmund Freud trasladó su consultorio y cuarto de trabajo a este apartamento del entrepiso, es decir, en la misma planta y justo frente al que ocupaba como vivienda.
A partir de 1923, Anna Freud, la hija menor de Sigmund Freud, también tenía su consultorio en este mismo apartamento.

### Los vecinos de Freud
Esta casa de departamentos de alquiler del Gründerzeit tardío no tiene ninguna particularidad arquitectónica especial, ni posee de por sí atractivo histórico alguno. Se ha hecho famosa por uno de sus inquilinos: el creador del psicoanálisis, quien pagaba mes a mes su aquiler para vivir y trabajar aquí.
En 1938, Freud fue el primero en abandonar esta casa para salir al exilio. En la Berggasse 19 vivían judíos y no judíos, constituyendo sin embargo los segundos una mayoría. Aquí convivían y trabajaban, bajo un mismo techo, personas de diversos oficios y profesiones de las capas media de la época: un carnicero, un comerciante de telas, pero también un vendedor de seguros y un abogado. Solo un inquilino en la casa era militante nacionalsocialista y podía por tanto estar seguro de mantenerse allí, mientras el resto organizaba su huida. Mientras que a Freud le fue posible salir de Viena tras la anexión, a través de contactos diplomáticos, la historia de sus vecinos, fue mucho más complicada.
En 2003, se presentó en la Berggasse 19 una exposición de documentos y objetos históricos (sin fotos), curada por Lydia Marinelli bajo el título de Freuds verschwundene Nachbaren (Los vecinos desaparecidos de Freud), en la que se muestra el destino de las personas que vivían en los otros ocho apartamentos con carácter de pisos de alquiler.
En la exposición se mostraron planos de la casa que señalaban en qué apartamento vivía cada uno de los vecinos. Bajo el amparo de un decreto con fuerza de ley («Judenvermögensabgabe») regía la obligación para los judíos de vender sus casas, cuestión que ocurría usualmente muy por debajo de su valor real. Además los arrendatarios judíos, de acuerdo con un decreto de mayo de 1939, habían perdido sus derechos contractuales: su contrato de alquiler podía ser rescindido de inmediato, sin plazos. Si por alguna razón era imposible el desalojo, el decreto precisaba que debían acoger obligatoriamente a otros judíos que la autoridad determinase.
El abogado Adolf Mathias, residente en la casa, fue deportado a Theresienstadt, tres años después del abandono obligado de Freud de Berggasse 19. En general, tras el evento de la huida de Freud a Londres hay represalias cada vez más fuertes contra los habitantes de la casa (como en muchas otras casas de ese barrio). La casa de la Berggasse 19 se transforma por un tiempo en alojamiento obligado para judíos, bajo condiciones humillantes: Entre 1939 y 1942 la autoridad aloja a un total de 31 judíos en lo que había sido el apartamento de Freud. En la exposición se exhibió, entre muchos otros documentos, una carta de las hermanas de Freud (Marie, Adolfine y Pauline Winternitz) a las autoridades informando sobre la dramática y caótica situación que se vive en la Berggasse. Cuatro de las hermanas de Freud que permanecieron en Viena fueron enviadas más tarde a los campos de concentración de Theresienstadt y Treblinka, donde fueron asesinadas. Freud no llegó a enterarse de esta noticia.

## El museo

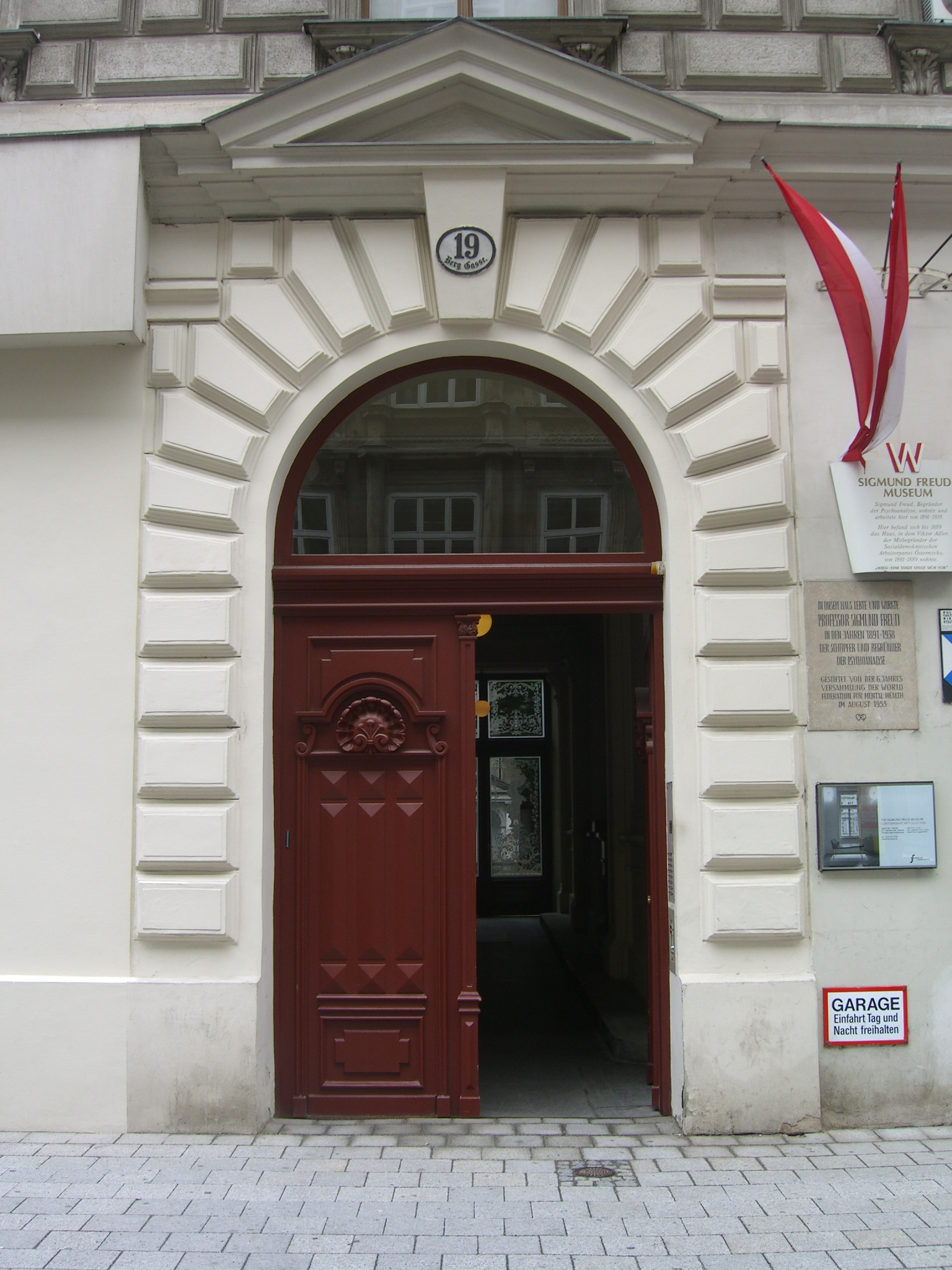
Puerta de entrada de la casa de Berggasse 19.

Con la exposición del material, el Sigmund-Freud-Museum (Wien) pretende exhibir en forma histórico-documental materiales que brinden una visión lo más completa posible sobre Freud. En atención a que permaneció en la Berggasse 19 los 47 años más prolíferos de su vida, la mayor parte de su obra escrita se realizó aquí, en su sala de trabajo. Una importante colección de fotos, manuscritos y primeras ediciones de su obra se exponen en este lugar.
Parte de la colección de estatuillas, artefactos y objetos arqueológicos tanto de la cultura antigua occidental como oriental está expuesta en una vitrina en la sala de espera.
Una reconstrucción bastante aproximada de lo que era el mobiliario y ornamentación de la sala de espera hasta 1938 se expone en el museo. Anna Freud donó el mobiliario (el mismo que existía allí en tiempos de las reuniones de la «Sociedad Psicológica de los Miércoles») y aportó también con sus recuerdos, de modo que la distribución y disposición fuera la original. Las paredes de esta habitación, en cambio, han sido utilizadas para exhibir distintos títulos, diplomas académicos, certificados de premios y reconocimientos internacionales, los cuales no se encontraban en esa disposición en la sala de espera real (en vez de eso existían allí originalmente grandes libreros).
Freud obtuvo, a través de la intervención diplomática de Ernest Jones y sobre todo de su expaciente, luego colaboradora, colega y amiga Marie Bonaparte, un permiso para llevar todas sus pertenencias y mobiliario a Londres, incluido, por cierto el famoso diván, que se conserva en el museo de Londres, lo que también ha sido materia de controversias.

### Historia del museo
(Ver la apostilla sobre esta sección)
El museo existe desde 1971 y fue inaugurado en conjunto con el Archivo Sigmund Freud (Sigmund Freud Archiv). Anna Freud viajó especialmente a Viena para participar y estar presente en los detalles finales y en el acto de inauguración. Muchos psicoanalistas hicieron posible el trabajo de catalogación del material y la presentación adecuada a un museo de los materiales, donde destaca la participación del psicoanalista austríaco Harald Leupold-Löwenthal, quien es también el principal compilador del catálogo publicado en alemán y en inglés en 1975.
La historiadora Lydia Marinelli colaboró también en el museo desde 1991 hasta su muerte en 2008.
Una primera ampliación tuvo lugar en 1996. Con ella el museo pudo abrir la sala de eventos y exposiciones, a la vez que los cuartos de Anna Freud pudieron abrirse al público, trasladando la biblioteca hacia el ala izquierda.
En 2003, el Sigmund Freud Museum pasó a estar bajo la tutela de la Fundación Sigmund Freud, cuya presidente del directorio y a la vez directora del museo era Inge Scholz-Strasser. 
En 2006 el ayuntamiento de la ciudad de Viena aportó el inmueble de la calle Berggasse 19 a la Fundación Sigmund Freud, con el objeto de crear condiciones para una ampliación de mayor alcance, que permitiera el acceso a las habitaciones de la vivienda privada de Freud.
A partir de enero de 2014, el presidente de la Fundación Sigmund Freud es Peter Noemaier, mientras que la vicepresidenta y directora del museo es Monika Pessler.
La remodelación de la casa proyectada en 2006, finalmente se concretó entre marzo de 2019 y agosto de 2020, con un saneamiento, ampliación y remodelación completa de todas las habitaciones.
El museo fue galardonado en 2023 con el premio austríaco a los museos (Österreichischer Museumspreis), dotado con 20 000 euros, que la república federal de Austria otorga cada año a un museo nacional por un desempeño destacado de su labor. 

## La biblioteca
La biblioteca de la casa de Freud en Viena es, con más de 40.000 volúmenes, sin duda, una de las mayores bibliotecas temáticas de Europa dedicada al psicoanálisis. Se inauguró en 1974 y ocupó inicialmente las habitaciones que hasta 1938 eran la consulta psicoanalítica de Anna Freud. Los libros fueron fundamentalmente donados por destacados psicoanalistas. La propia Anna Freud participó activamente en las campañas de donación que permitieron no solamente reunir, sino además catalogar la vasta colección.
En gran parte se trata también de materiales, publicaciones y colecciones de revistas especializadas que están en idioma inglés.
Las obras de la biblioteca tratan en su mayoría acerca de la teoría, la práctica analítica clínica y la técnica, pero cuenta también con abundantes volúmenes y documentación dedicados al psicoanálisis aplicado, en particular a la pedagogía, a la psicología social, a la antropología o incluso al cine. Además, se conservan aquí todas las publicaciones de la Editorial Psicoanalítica Internacional que fundara Sigmund Freud y que incluye prácticamente todas las publicaciones relevantes de los psicoanalistas en los primeros años del psicoanálisis.
También forman parte de la colección de esta biblioteca las distintas ediciones de obras completas en alemán y otros idiomas, así como algunos escritos inéditos o que no fueron incluidos en las ediciones de obras completas.  Además la colección se completa con algunos ejemplares no estrictamente técnicos, sino más bien de interés histórico y documental, como por ejemplo las primeras ediciones de varias obras de Freud —entre las que destaca una primera edición de La interpretación de los sueños— y un ejemplar de David Copperfield que Freud regaló a Martha Bernays cuando eran novios o algunos otros libros con dedicatorias de la pluma de Freud.
La organización de los libros en la biblioteca es temática y en su gran mayoría con acceso libre a las estanterías.
Destaca también la colección de antiguas revistas de psicoanálisis publicadas antes de 1945 y que se conservan en sus ediciones originales: Imago Jahrbuch für Psychoanalyse y la Internationale Zeitschrift für ärztliche Psychoanalyse. Además las 32 principales revistas internacionales que actualmente se publican, también pueden consultarse en esta biblioteca.
Hasta 2020 la biblioteca no estaba abierta al público en general, sino solo a estudiosos que con fines de investigación deseaban acceder al material, para lo que era necesario concertar previamente una cita. Desde la completa remodelación de la casa que permitió un espacio más funcional y amplio a las colecciones, esta biblioteca acoge al público en general tres días a la semana.

## El archivo
El archivo de la casa Sigmund Freud (Sigmund-Freud-Haus-Archiv) consiste en una colección de material histórico en los más variados portadores de información: documentos, manuscritos, fotos, cintas magnéticas, recortes de periódicos, películas. En total se trata de más de 50.000 elementos catalogados que surgieron básicamente sobre la base de préstamos y donaciones a partir de 1971, cuando también se inauguró el museo. La Sociedad Sigmund Freud organiza regularmente algunas exposiciones temáticas con este material histórico y desde 1993 también es posible acceder a él con fines de investigación y bajo previa autorización. El archivo que se encuentra en la Berggasse 19 no debe confundirse con el Archivo Sigmund Freud que se encuentra en la Biblioteca del Congreso de los Estados Unidos (US Library of Congress), donde existe otra gran cantidad de documentos, siendo algunos de ellos de acceso muy restringido o clasificado.

## Plano de la casa (distribución de 1938)
Pinchar en el dibujo las zonas sensibles (marcadas en azul) para ver las imágenes asociadas a cada habitación